# Восточноморавские диалекты

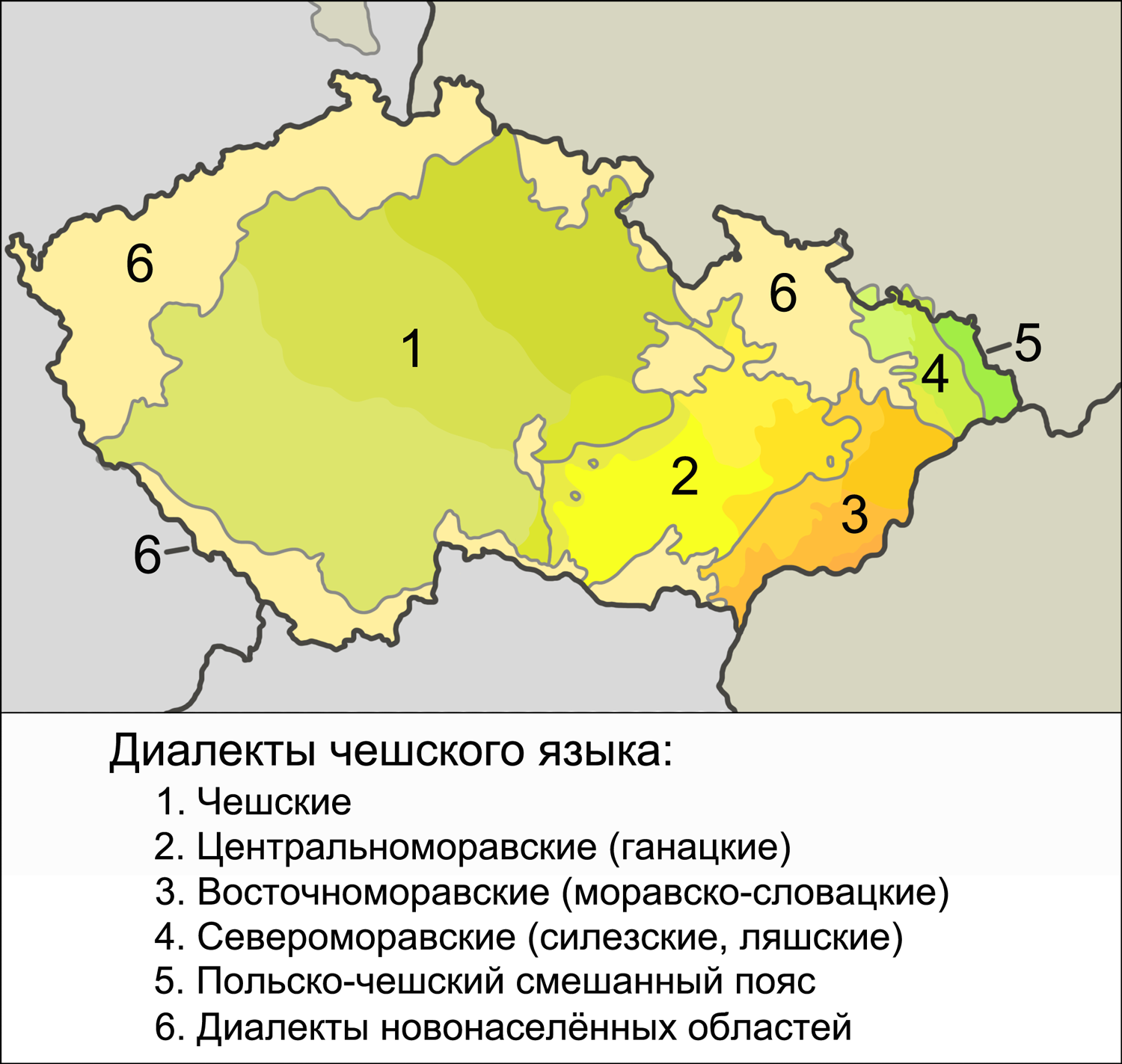
Восточноморавские диалекты на карте диалектов чешского языка

Восточномора́вские диале́кты (моравско-словацкие диалекты, восточноморавская группа диалектов) (чеш. nářečí východomoravská, nářečí moravskoslovenská, východomoravská nářeční skupina, moravskoslovenská nářeční skupina) — группа диалектов чешского языка, распространённых в восточной и юго-восточной частях чешского языкового ареала (в восточных и южных районах исторической области Моравия). Является одной из четырёх традиционно выделяемых диалектных групп чешского языка наряду с собственно чешской, центральноморавской (ганацкой) и североморавской (силезской, или ляшской). В составе восточноморавской диалектной группы выделяют южный (словацкий) диалект, северный (валашский) диалект, западные периферийные восточноморавские говоры и копаничарские говоры.
Восточноморавские диалекты характеризуются такими языковыми чертами, как наличие старой системы долгих гласных, включая /ȳ/, /ū/ на месте *ȳ, *ū; высокая частотность мягких согласных /n’/, /t’/, /d’/ перед согласными и в конце слова; различение /l/ — /ł/; озвончение в группе /sh/; сочетание /šč/ на месте /st’/; отсутствие протетических /v/ и /j/; звонкий тип сандхи; формы существительных женского рода в именительном и винительном падежах типа ulica — ulicu; формы существительных мужского и среднего рода множественного числа в дательном и местном падежах с окончаниями -om и -och; формы глаголов 1-го лица единственного числа настоящего времени типа chcu и другие диалектные черты.
На основе местных говоров на территории распространения восточноморавской диалектной группы возникла наддиалектная форма — региональный восточноморавский (моравско-словацкий) интердиалект (чеш. východomoravský (moravskoslovenský) interdialekt) или общеморавско-словацкий язык (obecná moravská slovenština), используемый в повседневном общении населением восточной и южной Моравии. В настоящее время определённое влияние на восточноморавский интердиалект оказывает народно-обиходный чешский язык (obecná čeština).

## Классификация
В состав восточноморавской диалектной группы входят:
- Южный (словацкий) диалект (чеш. jižní (slovácká) podskupina).
- Северный (валашский) диалект (severní (valašská) podskupina):
  - Северные пограничные говоры северного диалекта (severní pomezí severní podskupiny),
- Западные периферийные восточноморавские говоры (západní okrajové úseky východomoravských nářečí):
  - Границкие говоры (hranický úsek),
  - Кельчские говоры (nářečí kelečské),
  - Дольские говоры (nářečí dolská),
  - Дольский тип говоров с дифтонгами ej, ou (dolský typ s dvojhláskami ej, ou),
- Копаничарские говоры (kopaničářská nářečí).

## Область распространения
Область распространения восточноморавских диалектов охватывает восточные и южные районы Моравии, главным образом территории исторических и этнографических областей Моравская Словакия и Моравская Валахия с исконно чешским (моравским) населением без новонаселённых районов. Данная территория охватывает полностью Злинский край, юго-восточную часть Южноморавского края и некоторые районы на востоке Оломоуцкого края.
На западе и северо-западе ареал восточноморавской диалектной группы граничит с центральноморавским диалектным ареалом (с говорами южного центральнословацкого диалекта, с коетинско-пршеровскими и славковско-бучовицкими говорами). С северо-востока к говорам восточноморавских диалектов примыкают говоры южного (моравского) диалекта североморавской диалектной группы. На востоке и юго-востоке восточноморавские диалекты граничат с областью распространения говоров западнословацкого диалекта (верхнетренчинских, нижнетренчинских, поважских и загорских). С севера и с юго-запада к восточноморавским диалектам примыкают новонаселённые области, в которых после второй мировой войны численно преобладавших носителей немецких диалектов сменили носители чешских диалектов, переселившихся из различных районов Чехии и отчасти Словакии. Также на небольшом участке граница восточноморавского ареала на юго-западе совпадает с государственной границей Чехии с Австрией, примыкая к области распространения немецкого языка.

## Особенности диалектов
К языковым особенностям восточноморавских диалектов относят следующие фонетические и морфологические явления:

### Фонетика
1. Наличие оппозиции долгих и кратких гласных, характерное также для чешских и центральноморавских диалектов, в североморавских диалектах отмечаются только краткие гласные.
2. Сохранение долгой /ȳ/: dobrý «хороший» в отличие от чешских диалектов, которым присуще дифтонгическое сочетание /ej/: dobrej; центральноморавских (с /ē/ на месте *ȳ): dobré и североморавских (с краткой /y/): dobry.
3. Сохранение долгой /ū/: nesú «(они) несут» в отличие от чешских диалектов, которым присущ дифтонг /ou̯/: nesou̯; центральноморавских (с /ō/ на месте *ū): nesó и североморавских (с краткой /u/): nesu.
4. Неразличение /i/ — /y/ как и в литературном языке и во всех диалектах, кроме североморавских.
5. Различение /l/ — /ł/ (либо мягкого /l’/ на месте /l/ и губно-губного /u̯/ на месте /ł/), как и в говорах североморавских диалектов, а также в некоторых периферийных (центральноморавских и чешских юго-западных и северо-восточных) говорах. Для литературного языка, большей части чешских и центральноморавских диалектов характерно неразличение /l/ — /ł/.